# Johann Polycarp Bulius
Johann Polycarp Bulius (* 28. April 1711 in Wittenberg; † 5. August 1778 in Torgau) war ein deutscher Seidenfabrikant und kursächsischer Hofposamentierer.

## Familie
Johann Polycarp Bulius wurde 1711 als Sohn des Wittenberger Posamentierers Christoph Bulius geboren. Bereits dessen Vater und Großvater hatten diesen Beruf in Wittenberg und Leipzig ausgeübt. Die Bulius waren die bedeutendste sächsische Posamentierer-Familie und bestimmten für fast 200 Jahre das Handwerk im sächsischen Raum. Zur Zeit von Polycarp Bulius Geburt trugen von den sechs Wittenberger Posamentierern vier den Namen Bulius.
Bulius' Tochter Johanna Christiana heiratete den Cousin ihres Vaters, den Dresdner Posamentierer Johann Christian Röber; die Tochter Christiane Charlotte heiratete zunächst den Oberältesten der Posamentierer von Großenhain Johann Christian Gottlieb Kunath und nach dessen Tod den Oberältesten der Posamentierer von Dresden Johann Gottlieb Schäfer.
Bulius war der Großvater des Sozialmediziners Friedrich August Röber.

## Seidenfabrikant
Von seinem Vater wurde Polycarp Bulius bereits 1720 in die Lehre geschickt, die er 1731 als Geselle verließ. Später wurde er Meister des Posamentierens und unter Kurfürst Friedrich August II. von Sachsen kursächsischer Hofposamentierer. Im Jahr 1773 erwarb Bulius das Seidenfilatorium des Leipziger Kammerrats Johann Christian Raabe in Mahitzschen. Auf dem Gelände des Ritterguts von Mahitzschen wurden Maulbeerbäume kultiviert, die zur Züchtung des Seidenspinners benötigt wurden. Die Produktivität der Herstellung wurde gesteigert, indem eine Mühle auf dem Gelände des Ritterguts für die maschinelle Seidenherstellung genutzt wurde. Dies soll die erste Seidenfabrik auf deutschem Boden gewesen sein. Doch ist bekannt, dass im Königreich Preußen in der Grafschaft Hohenstein bereits im Jahre 1769 dem Oberstleutnant von Wangenheim eine Konzession zu Anlegung einer Genuesischen Seidenfabrik erteilt wurde. Ferner betrieb bereits im Jahre 1766 ein Herr Gossler in Königsborn bei Magdeburg eine von ihm angelegte Seidenfabrik und Maulbeerbaumplantage.
In Zusammenarbeit mit dem italienisch-stämmigen Leipziger Kaufmann Franz Sanjusto produzierte Johann Polycarp Bulius die Seide in Mahitzschen nach italienischem Vorbild. Polycarp Bulius gab kurz vor seinem Tod eine Anleitung zur Herstellung von Seidenbändern heraus, die verschiedene Textilproben enthält und heute im Hauptstaatsarchiv in Dresden verwahrt wird.